# Sanjūrō: samuraj znikąd
Sanjūrō: samuraj znikąd (jap. 椿三十郎 Tsubaki Sanjūrō) – japoński film historyczny z 1962 roku w reżyserii Akiry Kurosawy, na podst. opowiadania Hibi Heia Shūgorō Yamamoto. Kontynuacja Straży przybocznej.
Powstał wraz z King Kongiem kontra Godzillą, Hōrō-ki, 47 wiernych samurajów, Kawa no hotori de, Yushu heiya i Niebem i piekłem na 30-lecie istnienia Tōhō.

## Opis fabuły
Dziewięciu młodych samurajów zaniepokojonych rosnącą korupcją wśród najwyższych urzędników miasta gromadzi się nocą w opuszczonej świątyni. Ich spisek zostaje jednak odkryty, zaś kryjówka otoczona. Z pomocą przychodzi im cyniczny rōnin, który przypadkiem obrał sobie świątynię za miejsce noclegu.

## Obsada
- Toshirō Mifune – Sanjūrō Tsubaki
- Tatsuya Nakadai – Hanbei Muroto
- Yūnosuke Itō – szambelan Mutsuta
- Masao Shimizu – superintendent Kikui
- Yūzō Kayama – Iori Izaka
- Yoshio Tsuchiya – Shunpei Hirose
- Kunie Tanaka – Kunie Yasukawa
- Akihiko Hirata – Bunji Terada
- Akira Kubo – Hayato Morishima
- Hiroshi Tachikawa – Shin Kawahara
- Tatsuyoshi Ehara – Shingo Sekiguchi
- Kenzō Matsui – Kakuzō Hatta
- Tatsuhiko Hari – Hironoshin Morishima
- Reiko Dan – Chidori Mutsuta
- Takako Irie – pani Mutsuta
- Takashi Shimura – Kurofuji
- Kamatari Fujiwara – Takebayashi
- Keiju Kobayashi – Kimura

## Premiera
Sanjūrō: samuraj znikąd miał premierę 1 stycznia 1962 roku i był dystrybuowany z podwójnym pokazie z Kigeki Ekimae bentō z 1961 roku lub SarariIman Shimizu minato. Polska premiera odbyła się w maju 1968 roku wraz z krótkometrażową Drogą do szkoły produkcji PZU.